# Escobar de Campos
Escobar de Campos är en kommun i Spanien.   Den ligger i provinsen Provincia de León och regionen Kastilien och Leon, i den norra delen av landet, 240 km nordväst om huvudstaden Madrid.